# Túnel de Jungnyeong
El túnel de Jungnyeong (en coreano: 죽령터널; conocido también simplemente como Jukryeong o Túnel de Jungryeong), es uno de los túneles de más largos de Corea del Sur con 4600 metros de longitud, tiene una velocidad máxima recomendada de 100 kilómetros por hora. Este túnel lleva a la vía expresa de Jungang, una autopista de Corea del Sur. Conecta la ciudad de Yeongju con el condado de Danyang. Fue inaugurado por la Corporación nacional de Autopistas. 